# Kurt Claasen
Kurt Claasen, född 9 januari 1908 i Itzehoe, var en tysk Hauptsturmführer. Han ingick i SS- och polischef Odilo Globocniks stab i distriktet Lublin och deltog i organiserandet av Operation Reinhard, förintandet av den judiska befolkningen i Generalguvernementet.
Kurt Claasen omnämns i Jonathan Littells roman De välvilliga.